# ザイゴンの侵略
「ザイゴンの侵略」（ザイゴンのしんりゃく、原題: "The Zygon Invasion"）は、イギリスのSFドラマ『ドクター・フー』の第9シリーズ第7話。2015年10月31日に BBC One で初放送された。脚本はピーター・ハーネス、監督はダニエル・ネサイムが担当した。11月7日に放送された「ザイゴンの逆転」との二部作の前編である。
本作では、50周年記念スペシャル「ドクターの日」で締結された変身エイリアンのザイゴンと人類の平和協定が破られる。人間の影に隠れて暮らしていた急進派のザイゴンが蜂起し、ザイゴンの上層部を乗っ取って現在の地球への侵攻とUNITの無力化を開始する。異星人のタイムトラベラー12代目ドクター（演:ピーター・カパルディ）は平和を維持するため再びUNITとザイゴンを調停させようとする。

## 連続性
4代目ドクターの「ザイゴンの脅威」（1975年）での出来事が本作では言及されている。ケイトは前回のザイゴンによる攻撃が1970年代か80年代にあったと述べているが、これは3代目ドクターと4代目ドクターがUNITに協力していた年代が正確に設定されていないというメタ的な理由による。ケイトは対ザイゴン用神経ガスZ67開発の協力者として4代目ドクターのコンパニオンであったハリー・サリバンに言及している。ケイト曰くZ67は Porton Down で秘密裏に開発されたが、この場所はハリーの居場所としてレスブリッジ・スチュワート准将が Mawdryn Undead（1983年）で言及していた。
「ドクターの日」（2013年）と「天国での死」（2014年）での登場に続き、本作の2人のオズグッドは以前のドクターの要素を持つ衣装を纏っている。4代目ドクターのスカーフに加え、一方のオズグッドは11代目ドクターのものに似た蝶ネクタイを、もう一方は7代目ドクターの着ていたクエスチョンマーク模様の服を着用している。また、どちらのオズグッドの襟にもクエスチョンマークがあしらってあるが、これは5代目ドクターと6代目ドクターに共通する特徴である。何故クエスチョンマークのモチーフをもう使わないのかとオズグッドが12代目ドクターに問いかける際には、ドクターはパンツがクエスチョンマーク模様だと答えている。
UNITの施設内には初代ドクターのポートレイト写真が飾られている。
ドクターは過去にザイゴンにキスをしたと述べているが、これは「ドクターの日」で10代目ドクターがエリザベス1世とキスをしたことを指している。
ドクターが臨時の世界大統領になり大統領専用機に搭乗するというスタイルは、「天国での死」で登場した。ドクターが自己紹介した際に "Yes, we know who you are." と返されるのは、先代のイギリス首相ハリエット・ジョーンズの自己紹介の際のお約束（2005年「クリスマスの侵略者」、2008年「盗まれた地球」）を踏襲している。
ドクターはオズグッドがザイゴンと人類のハイブリッドであることを示唆している。ハイブリッドのストーリー・アークは「魔術師の弟子」「魔法使いの友」と「死んだ少女」および「生き続けた少女」から継続されている。

### 他作品への言及
冒頭でドクターは讃美歌『アメイジング・グレイス』をエレクトリック・ギターで演奏する。
クララはボードゲーム Trivial Pursuit (Trivial Pursuit) で勝つために曖昧な事実を記憶するようにしていると述べている。また、彼女は Trivial Pursuit のための知識を持っていたために Truth or Consequences の町名が同名のテレビ番組『トゥルース・オア・コンシクエンシーズ』にちなんでいることに気付く。
ドクターはドクター・ディスコとして自己紹介しただけでなく、パーラメントの曲にちなんで "Dr. Funkenstein" とも自己紹介する。

## 放送と反応
Appreciation Index は82、タイムシフト視聴者を加算した視聴者数は576万人に上った。

### 批評家の反応
| 専門評論家によるレビュー | 専門評論家によるレビュー |
| レビュー・スコア         | レビュー・スコア         |
| 出典                     | 評価                     |
| ------------------------ | ------------------------ |
| The A.V. Club            | B+                       |
| ペースト                 | 7.9                      |
| SFX                      | [ 15 ]                   |
| TV Fanatic               | [ 16 ]                   |
| IndieWire                | A++                      |
| IGN                      | 7.8                      |
| ニューヨーク・マガジン   | [ 18 ]                   |
| デイリー・テレグラフ     | [ 19 ]                   |
| ラジオ・タイムズ         | [ 20 ]                   |

「ザイゴンの侵略」は肯定的なレビューを受けた。特に称賛された点としては、オズグッドのキャラクター性、終盤のクリフハンガー、エピソードを通した政治的テーマが挙げられる。
デイリー・テレグラフのティム・マーティンは本作に星4つを付け、特にオズグッドのキャラクター性について「真面目で、機知に富み、臆することのないスーパーファン」と評価した。ニューヨーク・マガジンのロス・ルーディガーは本作に5つ星を付け、「2010年の『ゴッホとドクター』がうつ病に取り組んで以来、間違いなく最も重要な『ドクター・フー』のエピソードになった」と述べた。彼はオズグッドを論拠としてハーネスの脚本を称賛し、ザイゴンに対しても「率直に言ってかなり怖ろしい」と評価した。また、コンパニオンのクララ・オズワルド（演:ジェナ・ルイーズ・コールマン）が既にザイゴンにすり替えられているという捻りについて「最大の勝利だ」と高く評価した。IGNのスコット・コルーラは10点満点中7.8点を付け、オズグッドのキャラクター性と、エピソードに隠れて様々な問題を提起する難民のテーマを称賛した。
IndieWireのケイト・ウェルシュは本作に最高評価のA++を与えた。彼女は本作を「古典的だ」と評し、政治的なメッセージや役者の演技および不気味な子役を称賛した。政治的なテーマについては「移民の議論の間の類似性はここでは正確には捉えられないわけではないが、気にすることができないほどよく描かれている」と述べた。The A.V. Clubのアラスデア・ウィルキンスは本作をB+と評価し、「このエピソードは来週の物語のための準備のペースが整然としている……しかし、それは問題ではない。特に教会の前でのヒッチリーの母親との睨み合いをはじめ、傑出したシーンがたくさんあるからだ」とコメントした。彼は本作が次話への期待を生み出しているか、そして次話が二部作の後編でなければ到達できないことを探求しているかを自問自答し、「イエス」だろうと述べた。